# Bodu Bala Sena

Symbol von Bodu Bala Sena

Bodu Bala Sena (BBS, singhalesisch බොදු බල සේනා, „buddhistische Streitmacht“) ist eine nationalistische Organisation buddhistischer Mönche in Sri Lanka.

## Geschichte
BBS wurde im Jahr 2012 durch die buddhistischen Mönche Kirama Wimalajothi und Galagoda Aththe Gnanasaara als Abspaltung der buddhistischen Partei Jathika Hela Urumaya gegründet.
Die Partei vertritt nach eigenem Bekunden die Interessen der buddhistischen Bevölkerungsteile in Sri Lanka und will auf die Situation buddhistischer Minderheiten in anderen Ländern Südasiens aufmerksam machen. Sie ist seit ihrer Gründung durch wiederholte gewalttätige Aktionen gegen andere religiöse Gemeinschaften in Sri Lanka aufgefallen. Zu einem Hauptziel der Attacken wurde die muslimische Minderheit in Sri Lanka, die etwa 10 % ausmacht. So forderte die BBS das Verbot von Schlachtungen nach islamischem Ritus (Halāl-Fleisch), der Halāl-Zertifizierung allgemein, der Burka, und agitierte gegen vermeintlichen islamischen Extremismus.
Ideologisch verbindet sich die BBS eng mit einem singhalesischen Nationalismus. Auf einer Veranstaltung in Colombo am 17. Februar 2013 verkündeten Sprecher von BBS, dass Sri Lanka ein buddhistisches Land sei, und sich andere Minderheiten so zu benehmen hätten, dass sie „das Mehrheitsvolk und seine Identität nicht gefährdeten“ (… not threaten the majority race and its identity). Die Finanzierung des Baus von Moscheen mit Geldern aus den arabischen Öl-Staaten und die vermeintliche von diesen Ländern finanzierte Konversion von Buddhisten zu Muslimen müsse aufhören. Ausländische Journalisten, die kritisch berichteten, wurden zum Teil bedroht.
Im Juni 2014 brachen gewalttätige Auseinandersetzungen zwischen Muslimen und Buddhisten in Aluthgama und Beruwala aus, die dazu führten, dass die Regierung eine Ausgangssperre verhängte. Im März 2018 kam es in Kandy zu schweren Auseinandersetzungen mit einem Todesopfer, in deren Folge die Regierung für zehn Tage den Notstand erklärte.
Die Aktionen von BBS wurden auch von führenden buddhistischen Funktionsträgern in Sri Lanka kritisiert, die erklärten, dass BBS nicht die Ansichten der buddhistischen Gemeinschaft in Sri Lanka repräsentiere.